# Мирхасанов, Мирабдулвахаб
Мирабдулвахаб Хаджи Мирагазаде Мирхасанов (азерб. Mirəbdülvahab Hacı Mirağazadə Mirhəsənov; 1880, Баку, Бакинский уезд, Бакинская губерния, Российская империя — 1920, Баку, Азербайджанская Демократическая Республика) — азербайджанский поэт и педагог XIX—XX веков, член литературного общества «Маджмауш-шуара».

## Биография

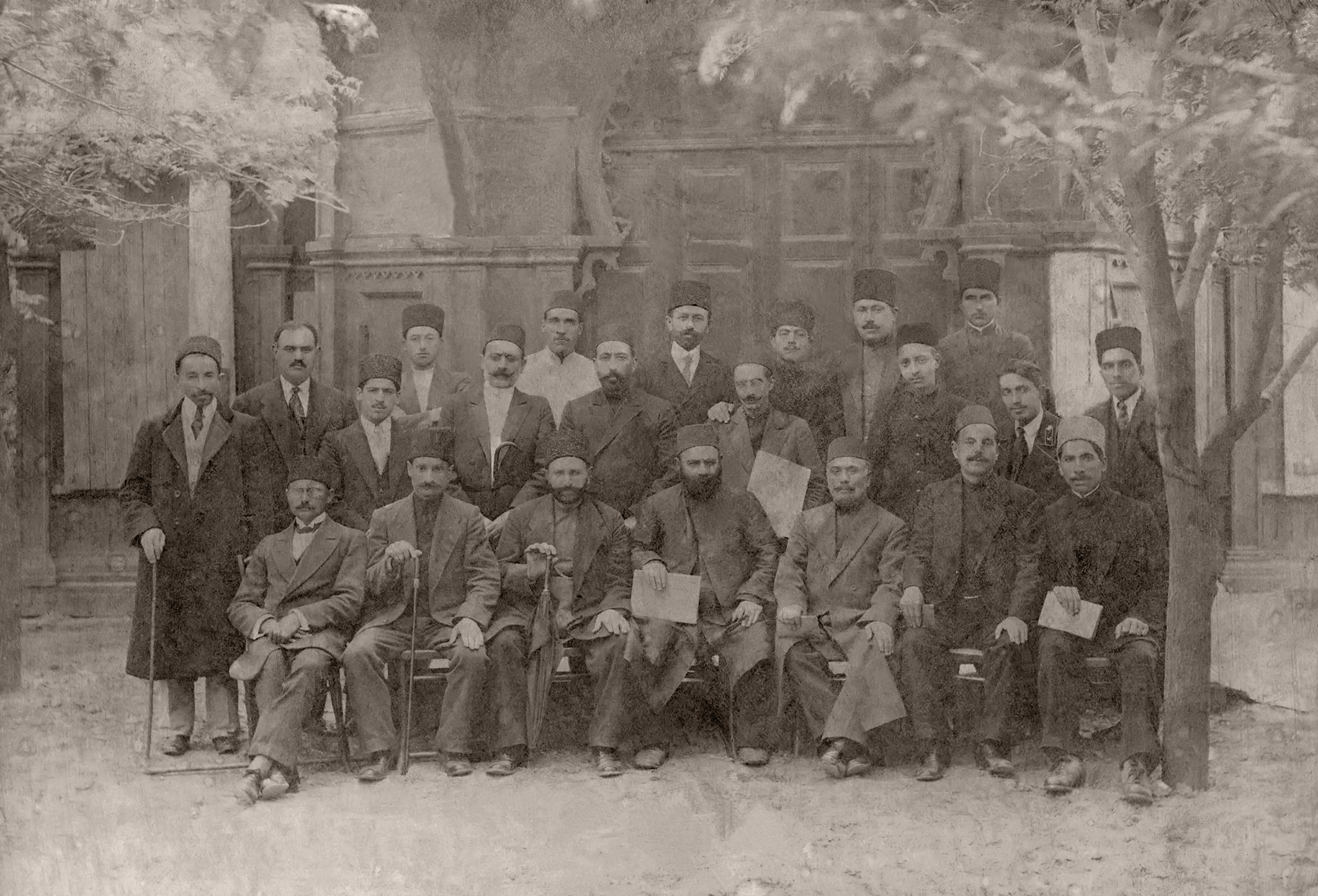
Учителя и поэты Баку, 1916 год. Слева направо, первый ряд: Мирбадреддин Сеидзаде, Мирабдулвахаб Сеид Заргяр, Микаил Сейди, Абдулхалиг Джаннати, Агададаш Мюнири, Неймат Хаджиев; второй и третий ряд: Хаджи Селим Гасымзаде, Хусейнгулу Тюлуи, Мирмахмуд Алескерли, Агададаш Алекберов, Хусейнгулу Саджид, Нусрет Ардебили, Мирзабала Гардаш, Мирза Халил Джанибеков, Алиаббас Мюзниб, Алиага Вахид, Абдуррахман Асим, Эмин Абид Гюльтекин, Султан Гюльшени, Ханафи Зейналлы, Алисаттар Ибрагимов.

Мирабдулвахаб Мирхасанов родился в 1880 году в Баку. Прадед поэта когда-то переехал из города Сабзивар Южного Азербайджана в Баку. Ещё в шестилетнем возрасте, выучив алфавит у одной женщины, он поступил в медресе Молла Ага Мехди Сальяни, и, проучившись там некоторое время, читал «Гюлистан» Саади, «Тарих-Надири» Мирзы Мухаммада Мехди-хана Астарабади и других, работал в медресе Молла Агабаба и Молла Салам Бадикубе. Позже он изучал многие науки своего времени у Моллы Али Бадикубеи и Мирзы Махмуда Ардебили. Однако его отец прервал его образование и привел молодого Абдулвахаба к торговле. По настоянию отца Абдулвахаб торговал в продуктовом магазине с человеком по имени Кербалаи Ибрагим. Через некоторое время он и его партнер поссорились, и он ушел и стал учеником шляпника. Как ни умолял Абдулвахаб отца, он не дал ему продолжить образование. Затем он стал подмастерьем в ювелирной мастерской и научился этому искусству. Так, он открыл магазин и занялся ювелирным делом. Его псевдоним «Сеид Заргяр» также связан с этим искусством. Мирабдулвахаб Мирхасанов скончался в 1920 году в Баку.

## Творчество
Абдулвахаб Заргяр обладает противоречивым творчеством. Его произведения в основном состоят из синазанов и новха, но имеются и любовные газели. Несмотря на то, что он был религиозным человеком, часто критиковал злодеяния религиозных деятелей. Даже когда отправился в Хорасан, он не стеснялся спорить с известными учеными и деятелями этого региона. Заргяр побывал в Астрахани, Ашхабаде, Петровске, Ростове, Армавире, Красноводске, Гяндже, Джаре, Балакене и других местах, общался с поэтами посещенных им городов. Он перевел многие дидактически-воспитательные рассказы Саади на азербайджанский язык и издал их под названием «Мизанул-адалет». Сеид Заргяр также написал трагическое произведение, которое, хотя и было подвергнуто цензуре для исполнения на сцене, оно не увидело сцены. У него был 244-страничный диван и еще два тома прозаических произведений, которые по некоторым причинам не были напечатаны. Кроме того, у Мир Джавада, брата поэта, есть его стихи в тетради на 382 страницы. Имеются газели и ряд стихотворений, опубликованных в периодических изданиях, переписка с Мирзой Алекбером Чакаром Лянкярани.